# 2334 Cuffey
2334 Cuffey је астероид главног астероидног појаса чија средња удаљеност од Сунца износи 2,268 астрономских јединица (АЈ).
Апсолутна магнитуда астероида је 13,5.